# Tobrilus fortis
Tobrilus fortis är en rundmaskart som beskrevs av Tsalolikhin 1972. Tobrilus fortis ingår i släktet Tobrilus och familjen Tripylidae. Inga underarter finns listade i Catalogue of Life.